# Speed (grupo musical)
Speed (Korean: 스피드; comumente estilizado como SPEED) foi uma boy band formada pela MBK Entertainment (conhecida antes como Core Contents Media) em 2012. O grupo era também conhecido como a "Unidade Masculina" de Coed School, até que sua agência anunciou que eles seriam um grupo independente a partir de 2013.
Speed era originalmente um grupo de seis membros, composto por Kwanghaeng, Noori, Jungwoo, Taewoon, Sungmin, e Jongkook. Em Janeiro de 2012, eles lançaram sua primeira música, "Lovey-Dovey Plus". A Core Contents Media adicionou um novo membro, Sejun, um mês depois. Seguinte à saída de Kwanghaeng e Noori do grupo em Setembro de 2012, Speed adicionou os novos membros, Yuhwan e Taeha em Outubro de 2012.
Speed debutou oficialmente como um grupo de sete membros com o lançamento de seu primeiro single, "It's Over" em Janeiro de 2013. Em Março de 2015, o então atual líder, Taewoon, deixou o grupo para seguir carreira solo. O papel de líder foi dado a Yuhwan e um novo membro, KI-O, foi adicionado à formação de Speed durante seu regresso de verão em 2015.
No final de 2015, o perfil do grupo no site oficial da empresa MBK foi removido e, desde então, vários membros tomaram diferentes caminhos, dando assim, a ideia de terem se separado. A empresa, no entanto, ainda não confirmou tal fato.

## História

### 2010-2011: Co-Ed School e a criação das subunidades
Co-Ed School debutou em 30 de Setembro com o single "Too Late". Seu primeiro mini álbum, Something That Is Cheerful and Fresh, foi lançado em 28 de Outubro de 2010. Core Contents Media anunciou que o grupo seria dividido em duas subunidades em 2011. As membros femininas, Soomi, Chanmi, Hyoyoung and Hyewon, juntamente com a nova membro Eunkyo, formaram a subunidade "F-ve Dolls". Seguinte ao debut do grupo, elas fizeram um comeback no final do ano. Em 4 de Novembro de 2011, foi anunciado que o membro Kangho deixaria o Co-Ed School para focar na carreira de ator. Sua posição no grupo foi ocupada pelo participante do Superstar K3, Shin Jongkook, após a formação da subunidade masculina

### 2012:DebutcomLovey-Dovey Pluse mudanças na formação
No final de Janeiro, o nome da subunidade "Speed" foi revelado juntamente com o anúncio de que eles, em breve, lançariam seu primeiro single digital, "Lovey Dovey-Plus", uma faixa em homenagem ao hit de T-ara, "Lovey Dovey", no dia 14 de Fevereiro . A Ex-membro do T-ara, Ryu Hwayoung, e sua irmã Ryu Hyoyoung (do F-ve Dolls), participariam do vídeo musical. Speed seguiu o lançamento do single, com duas semanas de promoções em music shows.
Em Fevereiro, Core Contents Media adicionou Park Sejun à line-up de Speed. Core Contents Media, então, moveu CoEd-School e suas sub-unidades para sua marca filiar, GM Contents Media. Em Setembro, Kwanghaeng e Noori deixaram o grupo, e foram substituídos por Yuhwan e Taeha em Outubro. O grupo foi, então, movido de volta à sua filiar principal, Core Contents Media, juntamente com 5dolls e os colegas de filiar, Gangkiz.

### 2013:Superior Speed,Blow Speed, grupo independente
O debut "oficial" do grupo, foi anunciado no final de Dezembro de 2012, confirmando o lançamento do single "It's Over". Em 6 de Janeiro, 2 vídeos musicais foram lançados para a música "Sad Promise", com a participação de Kang Minkyung do Davidchi: uma dance version, e uma drama version, com as participações de Park Bo-young, A Pink's Naeun, Ji Chang-wook, and Ha Seok-jin. Em 14 de Janeiro de 2013, eles lançaram seu álbum de debut "Superior SPEED", juntamente com dois vídeos musicais para sua faixa título, "It's Over", uma dance version e uma drama version, sendo esta ultima, parte 2 da versão drama do vídeo "Sad Promise" . A música foi produzida por Shinsadong Tiger and Park Bo-young (os quais participaram e atuaram na drama version). Mais tarde, foi anunciado que Speed voltaria após as promoções de seu álbum de debut com um álbum repackage, chamado Blow Speed. Em 20 de Fevereiro de 2013, o repackage foi lançado, juntamente com o vídeo musical para a faixa título 통증 ("Pain, the Love of Heart" ou simplesmente "Pain").
No meio de 2013, um representante da Core Contents Media, disse em uma entrevista que eles não têm planos para a reformação do Co-Ed School, já que ambas sub-unidades cresceram e mudaras suas line-up para se tornarem independentes.

### 2014: Mini concerto "SPEED",Speed Circus, EP Repackage
Antes do lançamento de seu álbum em 2013, eles fizeram um showcase na Mongólia. De 3 à 7 de Fevereiro, eles se apresentaram no UNIQOL AX Hall com o lançamento de seu mais novo mini-álbum, 'Speed Circus'. O grupo se apresentou com 6 músicas e teve 3 convidados. Shannon e Dani do T-ara N4 cantaram duas músicas durante o intervalo e Hyewon do F-ve Dolls dançou com SPEED durante a música 'Hey Ma Lady'. O showcase foi transmitido em 17 de Fevereiro pela SBS MTV.
Lançado em 18 de Fevereiro, Speed Circus tem um total de 5 faixas, e gira em torno de um tema circense. Existem diversos gêneros musicais misturados no álbum a fim de tentar mostrar os talentos musicais dos sete membros do grupo. O líder Taewoon também se encarregou da maior parte da composição e produção do álbum, e o grupo deu várias contribuições nas coreografias
A faixa título do álbum é chamada “늘리러 간다 (Don’t Tease Me!)”, e abraça totalmente o conceito circense.. O vídeo musical para "Don't Tease Me!" foi gravado no próprio showcase do grupo e  os mostra com várias fantasias circenses.O clímax da música também mostra várias acrobacias impressionantes feitas pelos membros. Uma das faixas é chamada “왜 난 꼭 (Why I’m not?)”, e é uma balada hip-hop. Combinando as duas baladas de medium-tempo com fortes letras, criaram uma música diferente das faixas anteriores de SPEED, mostrando o crescimento deles na habilidade musical. O vídeo musical foi dirigido por Cha Eun-taek e foi filmado em uma única tomada. Inclusa no miniálbum, está a faixa "Focus", um rap solo de Taewoon. A maior parte do vídeo musical foi filmado em Los Angeles, e foi lançado em 17 de Fevereiro como um teaser para o miniálbum. A faixa final, intitulada "Hey Ma Lady", fecha o tema circense em uma música mais flertante e otimista. Além disso, o miniálbum também conta com a versão voice de "Don't Tease Me" com mais um single digital acompanhado de vídeo musical chamado "Zombie Party". O vídeo conta com a participação de Shannon. Em 3 de Abril, SPEED lançou o quinto e último vídeo musical desta promoção para a música "Look at Me Now", a faixa título do álbum repackage, que é uma música de influência trap com uma forte batida de bateria e sintetizadores.

### 2015-presente: Segunda mudança na formação,Speed On, rumores de separação
Em janeiro de 2015, MKB Entertainment anunciou que SPEED estaria fazendo um comeback na primavera com a adição de 2 novos membros e com a saída do antigo líder, Taewoon, fazendo de SPEED, um grupo de 8 membros. No final de Maio de 2015, um dos membros já esperados foi adicionado à line-up: Oh Seungri, cujo nome artístico é KI-O. Mais cedo em Fevereiro, ele se apresentou junto com os membros de SPEED, The SeeYa, T-ara e a antiga membro do F-ve Dolls, Cho Seunghee, em um projeto de colaboração com a faixa "Don't Forget Me". Ele também promoveu algumas apresentações de "I'm Good", música de debut de Elsie (também conhecida como Ham Eunjung do T-ara), a qual tinha como participação original, K.Will.
Em junho de 2015, SPEED lançou seu segundo mini-álbum,Speed On". Mais tarde,naquele dia, o vídeo musical para "What U" foi revelado, com a participação do novo membro, KI-O.
Em novembro de 2015, um rumor de que a banda havia terminado se formou devido ao fato da empresa MBK ter retirado o perfil de Speed de seu site oficial. Os rumores aumentaram quando os membros Sejun e Jungwoo postaram em suas redes sociais, fotos dos membros juntos, dando a entender que os rumores eram verdadeiros. A empresa, porém  ainda não se manifestou a respeito.
Com este fato, os fãs imediatamente lembraram do grupo feminino F-ve Dolls, da mesma empresa, que passou pela mesma situação em novembro de 2014. O grupo também teve seu perfil retirado do site, mas só fora dado como acabado em 10 de Março de 2015, anunciando que algumas das garotas haviam deixado a empresa e que outras poderiam entrar para um nova girl group que estaria sendo criado, que, no caso, era o atual Dia.
Em 27 de janeiro de 2016 o membro Jungwoo postou em seu Instagram oficial, outra foto dele com os outros membros, seguida de uma legenda explicando que seu contrato com a MBK havia expirado e que ele deixara a empresa.
Um dia após o aviso de Jungwoo sobre sua saída do grupo, o membro Sejun fez o mesmo, postando, também, uma foto em seu Instagram oficial, dizendo estar começando a seguir uma carreira de ator, ainda sob a empresa MBK.
Em junho de 2016 Taeha fez seu debut solo sob o novo nome "IONE", em outra empresa, e Sungmin assinou contrato com a empresa Star Camp 202 para seguir sua carreira como ator.

## Ex-integrantes
- Kwanghaeng (em coreano:  광행), nascido Lee Kwanghaeng (em coreano:  이광행) em 20 de janeiro de 1990 (35 anos).
- Jungwoo (em coreano:  정우), nascido Kim Jungwoo (em coreano:  김정우) em 9 de maio de 1990 (34 anos).
- Taewoon (em coreano:  태운), nascido Woo Jiseok (em coreano:  우지석) em 11 de maio de 1990 (34 anos).
- Yoohwan (em coreano:  유환), nascido Kim Yoohwan (em coreano:  김유환) em 29 de julho de 1990 (34 anos).
- Taeha (em coreano:  태하), nascido Oh Sungjong (em coreano:  오성종) em 4 de março de 1992 (33 anos).
- Noori (em coreano:  누리), nascido Kang Inoh (em coreano:  강인오) em 3 de março de 1993 (32 anos).
- Jongkook (em coreano:  종국), nascido Shin Jongkook (em coreano:  신종국) em 8 de setembro de 1993 (31 anos).
- Sejoon (em coreano:  세준), nascido Park Sejoon (em coreano:  박세준) em 10 de dezembro de 1993 (31 anos).
- KI-O (em coreano:  키오), nascido Oh Seungri (em coreano:  오승리) em 14 de maio de 1994 (30 anos).
- Sungmin (em coreano:  성민), nascido Choi Sungmin (em coreano:  최성민) em 7 de dezembro de 1995 (29 anos).

## Discografia
Álbum de estúdio
- Superior Speed (2013)

EPs
- Speed Circus (2014)
- Speed On (2015)

Single albums
- "Hommage to Lovey-Dovey" (2012)
- "Speed of Light" (2013)

### Singlespromocionais
| Título                                                                        | Ano  | Maior posição nas tabelas | Maior posição nas tabelas | Vendas          | Álbum                              |
| Título                                                                        | Ano  | KOR                       | KOR Hot 100               | Vendas          | Álbum                              |
| ----------------------------------------------------------------------------- | ---- | ------------------------- | ------------------------- | --------------- | ---------------------------------- |
| "Lovey-Dovey Plus"                                                            | 2012 | —                         | —                         |                 | Hommage to Lovey-Dovey (single)    |
| "슬픈약속 (That's My Fault)"                                                  | 2013 | 20                        | —                         | - KOR: 117,080+ | Superior Speed                     |
| "It's Over"                                                                   | 2013 | 43                        | —                         | - KOR: 117,607+ | Superior Speed                     |
| "통증 (Pain, The Love of Heart)"                                              | 2013 | 76                        | —                         | - KOR: 35,829+  | Blow Speed (Digital repackage)     |
| "Focus"                                                                       | 2014 | —                         | —                         | - KOR:          | Speed Circus                       |
| "왜 난 꼭 (Why I'm Not)"                                                      | 2014 | —                         | —                         | - KOR:          | Speed Circus                       |
| "놀리러 간다! (Don't Tease Me!)"                                              | 2014 | —                         | —                         | - KOR: 16,110+  | Speed Circus                       |
| "Zombie Party!"                                                               | 2014 | —                         | —                         | - KOR:          | Look At Me Now (Digital repackage) |
| "Look At Me Now"                                                              | 2014 | —                         | —                         | - KOR:          | Look At Me Now (Digital repackage) |
| "What U"                                                                      | 2015 | —                         | —                         | - KOR:          | Speed On                           |
| "—" significa que não entrou para a tabela ou não foi lançada naquela região. |      |                           |                           |                 |                                    |

## Filmografia

### Documentários
| Ano  | Título                   | Membro | Canal                                | Nota                          |
| ---- | ------------------------ | ------ | ------------------------------------ | ----------------------------- |
| 2013 | SPEED's Dreaming Polaris | SPEED  | Mnet                                 | SPEED's Reality documentaries |
| 2014 | DEEPSPEED                | SPEED  | MBK Entertainment's official YouTube | SPEED's Documentary           |
| 2015 | DEEPSPEED Season 2       | SPEED  | MBK Entertainment's official YouTube | SPEED's Documentary           |

### Participações na televisão
| Ano  | Título                           | Membro                    | Canal     | Nota                                |
| ---- | -------------------------------- | ------------------------- | --------- | ----------------------------------- |
| 2013 | People looking for a laugh       | SPEED                     | SBS       | Convidados                          |
| 2013 | All the KPOP                     | Taewoon, Sungmin          | MBC       | Participantes                       |
| 2013 | Let's Go Dream Team! Season 2    | Taewoon                   | KBS       | Participantes                       |
| 2013 | ShimShimTapa                     | SPEED                     | MBC       | Convidado Principal                 |
| 2013 | Weekly Idol                      | SPEED                     | MBC       | Convidado Principal (sem Sejun)     |
| 2013 | SPEED's Eating TV                | SPEED                     | Mnet      |                                     |
| 2013 | Beatles Code 2                   | Taewoon, Jungwoo, Sungmin | Mnet      | Convidado Principal com Davichi     |
| 2013 | Show Champion's "True Back Show" | Taewoon                   | MBC       | como MC                             |
| 2013 | All the KPOP                     | Taewoon                   | MBC       | Participante                        |
| 2013 | Money Tower                      | Jungwoo                   | Channel A | Participante                        |
| 2014 | Good People                      | SPEED                     | MBC       | Aparição para a história de Shannon |
| 2014 | ShimShimTapa                     | SPEED                     | MBC       | Convidado Principal                 |
| 2014 | After School Club                | SPEED                     | Arirang   | Convidado Principal                 |
| 2014 | Moon Hee Jun's Pure 15           | Taewoon, Sungmin          | Mnet      | Convidado Principal                 |
| 2014 | Get It Beauty                    | SPEED                     | OnStyle   | Convidado Principal                 |
| 2015 | Star King                        | Ki-o,Yuhwan               | SBS       | Convidado Principal                 |
| 2015 | Mom Is Watching                  | SPEED                     | JTBC      | Convidado Principal                 |

## Videografia

### Vídeos musicais
| Ano  | Título                                  | Duração | Notas                                                                                            |
| ---- | --------------------------------------- | ------- | ------------------------------------------------------------------------------------------------ |
| 2012 | Lovey Dovey Plus Ver.1                  | 4:10    | Com a participação da Ex T-ara Ryu Hwayoung e Ryu Hyoyoung do 5dolls                             |
| 2012 | Lovey Dovey Plus Ver.2                  | 4:16    | Com a participação da Ex T-ara Ryu Hwayoung e Ryu Hyoyoung do 5dolls                             |
| 2013 | 슬픈약속 "That's My Fault" (Drama Ver.) | 13:17   | Drama version com a participação de Park Bo-young,Naeun de A Pink, Ji Chang-wook,e Ha Seok-jin.  |
| 2013 | 슬픈약속 "That's My Fault" (Dance Ver.) | 4:18    | Participação de Kang Minkyung do Davichi                                                         |
| 2013 | It's Over (Drama Ver.)                  | 14:30   | Drama version com a participação de Park Bo-young,Naeun de A Pink, Ji Chang-wook, e Ha Seok-jin. |
| 2013 | It's Over (Dance Ver.)                  | 3:36    | Participação da atriz Park Bo-young.                                                             |
| 2013 | Never Say Goodbye                       | 1:30    |                                                                                                  |
| 2013 | 통증 (Pain)훌렁 휴양과                  | 3:31    |                                                                                                  |
| 2014 | Focus                                   | 2:29    | Tae-woon Solo.                                                                                   |
| 2014 | 왜 난 꼭 (Why I'm Not?)                 | 3:52    | Estrelando a modelo Hwang Hyunjoo                                                                |
| 2014 | 눌리러 간다 (Don't Tease Me!)           | 3:58    | Performance no showcase.                                                                         |
| 2014 | 좀비파티 (Zombie Party)                 | 4:12    | Estrelando a cantora Shannon Williams                                                            |
| 2014 | Look At Me Now                          | 3:52    |                                                                                                  |
| 2015 | What U                                  | 3:44    |                                                                                                  |

### Aparições em vídeos musicais
| Ano  | Título                   | Artistas              | Duração | Membros |
| ---- | ------------------------ | --------------------- | ------- | ------- |
| 2012 | She's Gone               | December              |         | Taewoon |
| 2012 | Be With You (Dance Ver.) | The SeeYa             | 4:11    | Taewoon |
| 2013 | Jeon Won Diary           | T-ara N4              |         | SPEED   |
| 2014 | Don't Move               | Davichi               | 3:46    | Sungmin |
| 2015 | I'm Good                 | Elsie (T-ara Eunjung) |         | KI-O    |
| 2015 | So Crazy                 | T-ara                 | 6:14    | KI-O    |
| 2015 | My Friend's Boyfriend    | DIA                   | 5:53    | KI-O    |

## Prêmios e nominações
| Ano  | Prêmio                       | Categoria                                                | Resultado |
| ---- | ---------------------------- | -------------------------------------------------------- | --------- |
| 2013 | Cyworld Digital Music Awards | Rookie do mês de Janeiro "It's Over" feat. Park Bo-young | Venceu    |